# Kristina Walter
Kristina Walter (* 18. April 1945 in Wien) ist eine österreichische Schauspielerin.

## Leben
Kristina Walter wurde in Wien geboren, wo sie nach ihrer Schulausbildung die Schauspielschule besuchte, anschließend wurde sie an der Lee-Strasberg-Schule in New York ausgebildet. Während ihrer Karriere hat sie mit Regisseuren wie Jean-Pierre Ponnelle, Wolfgang Forester oder Horst Heinze zusammengearbeitet. Sie hat auch in zahlreichen Fernsehproduktionen mitgespielt, sich aber immer wieder dem Theater zugewandt. In einer Neuverfilmung von 1990/1991 mit Vanessa Wagner als Kaiserin Sisi unter dem Titel Sisi und der Kaiserkuß spielte sie die Erzherzogin Sophie und erhielt von der Presse großes Lob.
In der 2006 entstandenen Neuverfilmung des Schweizer Regisseurs Mike Eschmann über Wilhelm Tell mit dem Titel Tell spielte Walter die Rolle der Theresia.
Zurzeit lebt Kristina Walter in Köln.

## Filmografie
- 1977: Die Unternehmungen des Herrn Hans
- 1978: Mirjam und der Lord vom Rummelplatz
- 1978–1979: Unternehmen Rentnerkommune (3 Episoden)
- 1986: Die Montagsfamilie
- 1989–1990: Lindenstraße (4 Episoden)
- 1991: Zwei Schlitzohren in Antalya
- 1991: Sisi und der Kaiserkuß
- 1991: Leo und Charlotte
- 1992: Probefahrt ins Paradies
- 1993: Tisch und Bett
- 1993: Apfel im Moor
- 1993: Unter einer Decke
- 1994: Stadtklinik (2 Episoden)
- 1994: Familie Heinz Becker – Die Busfahrt nach Lourdes
- 1994: Die Wache – Verzweiflungstaten
- 1994: Blankenese – Jambo Kenia
- 1995: Frankenberg – Der zweite Frühling
- 1995: Jede Menge Leben – Das größte Fest des Jahres – Weihnachten bei unseren Fernsehfamilien
- 1996: Rache ist süß
- 1997: Heimatgeschichten – Hellmuths letzte Worte
- 1999: Die Entführung
- 1999: Verbotene Liebe (4 Episoden)
- 1999: Heidfelds Entscheidung
- 2003: Tatort: Dreimal schwarzer Kater
- 2003: Mein Vater
- 2005: Wilsberg – Todesengel
- 2005: Schimanski: Sünde
- 2006: Pastewka – Der Einzug
- 2007: Tatort: Das Ende des Schweigens
- 2007: Vollidiot
- 2007: Tell
- 2008: ProSieben Funny Movie – Eine wie keiner
- 2008: Alter vor Schönheit
- 2009: Tatort: Platt gemacht
- 2011: Bloch – Inschallah
- 2012: Iron Sky
- 2012: Wilsberg – Die Bielefeld-Verschwörung
- 2012: Der letzte Bulle – Alles Verräter
- 2013: Bella Familia – Umtausch ausgeschlossen
- 2015: Das Gewinnerlos
- 2016–2020: Falk (Fernsehserie)
- 2019: Tatort: Väterchen Frost

## Theaterrollen
- 1970–1980: Kennedys Kinder (Robert Patrick), Landestheater Neuss, Regie: Hans-Peter Schnitzler
- 1970–1980: Blick zurück im Zorn (John Osborne), Landestheater Neuss, Regie: Gerd Omar Leutner
- 1970–1980: Ein Mann für den Winter, Landestheater Neuss, Regie: Wolf Widder
- 1970–1980: Oh diese Männer (Françoise Dorin), Landestheater Neuss, Regie: Peter Th. Heydrich
- 1970–1980: Simone der Hummer und die Ölsardine, (Jacques Deval), Landestheater Neuss, Regie: Wolf Widder
- 1970–1980: Was ihr wollt (Shakespeare), Bühnen der Stadt Köln, Regie: Wolfgang Forester
- 1970–1980: Kiss me Kate (Cole Porter), Städtische Bühnen Wuppertal, Regie: Peter Th. Heydrich
- 1970–1980: Wie wär’s denn, Mrs. Markham? (Ray Cooney/John Chapman), Theater an der Berliner Allee, Regie: Andreas Rosgony
- 1970–1980: Charley’s Tante (Brandon Thomas), Theater an der Berliner Allee, Regie: Hanne Wieder
- 1970–1980: Sommernachtstraum (Shakespeare), Stadttheater Aachen, Regie: Josef Saxinger
- 1970–1980: Die Bacchantinnen, Städtische Bühnen Münster, Regie: Hans Gnekow
- 1980–1990: Liebe für Liebe (William Congreve), Städtische Bühnen Münster, Regie: Harry Baer
- 1980–1990: Don Carlos (Schiller), Komödie Düsseldorf, Regie: Wolfgang Spier
- 1980–1990: Lola Blau (Musical), Komödie Düsseldorf, Regie: Horst Heinze
- 1980–1990: Liebesgeschichte des Jahrhunderts (Märta Tikkanen), Düsseldorfer Schauspielhaus, Regie: Jean Pierre Ponnelle
- 1980–1990: Feuerwerk (Musical), Düsseldorfer Schauspielhaus, Regie: Jean Pierre Ponnelle
- 2003: Jedermann Neue Schaubühne Regie: Sabine Herken
- 2004: Jedermann (WA) Sommerfestspiele Köln am Dom, Regie: Uwe Niesig
- 2006: Geliebte Hexe (John v. Druten), Sommerfestspiele Xanten, Regie: Uwe Niesig